# Anagnost
Anagnost, föreläsare, var en person som föreläste ur Bibeln.